# Paris Paloma
Paris Paloma (17 november 1999) is een Britse zangeres, songwriter en gitariste. Ze verwierf bekendheid met de single "Labour" (2023). Haar debuutalbum Cacophony verscheen in 2024.

## Jeugd en opleiding
Paloma groeide op in Ashbourne, Derbyshire, en ging naar een meisjesschool met internaat. Ze studeerde beeldende kunst en kunstgeschiedenis aan Goldsmiths, University of London, en behaalde in 2022 een Bachelor of Fine Arts (BFA).

## Muzikale carrière
In 2021 bracht Paris haar debuut-ep cemeteries and socials uit. Ze bracht diverse singles uit, waaronder "The Fruits" en "It's Called: Freefall" (een cover van het origineel van Rainbow Kitten Surprise). Haar cover van "Tell It to My Heart" werd gepromoot door Hozier op sociale media. In 2022 tekende Paloma een contract bij Nettwerk, via wie ze haar eerste singles onder het label uitbracht: "Forsaken" in december 2022 en "Notre Dame" in februari 2023.
In maart 2023 brak Paloma door met de single "Labour", die werd omschreven als een feministisch strijdlied over het onbetaalde huishoudelijke werk dat vrouwen doorheen de geschiedenis werd opgelegd. Het nummer werd binnen 24 uur na de release meer dan een miljoen keer gestreamd op Spotify en haalde ook een miljoen views op YouTube. Op TikTok ontstond een virale trend waarbij vrouwen wereldwijd het lied koppelden aan hun eigen ervaringen met seksisme. "Labour" werd Paloma’s eerste single die in de hitlijsten terechtkwam in zowel het Verenigd Koninkrijk als op de Amerikaanse Billboard.
Na "Labour" volgden nog meer singles: "Yeti" met Old Sea Brigade in juli, "As Good a Reason" in september, en "Drywall" in oktober. Ze trad in 2023 op op festivals als Bonnaroo, Summerfest, TRNSMT, All Points East en Live at Leeds.
Begin 2024 bracht Paloma de single "My Mind (Now)" uit. In februari 2024 verzorgde ze het voorprogramma van Maisie Peters tijdens het Europese deel van The Good Witch Tour. Daarna volgde een vijfdaagse eigen tournee door het Verenigd Koninkrijk in mei, gevolgd door optredens in de Verenigde Staten. Ze debuteerde op het Glastonbury Festival 2024 op het BBC Introducing-podium en werd door BBC Radio 1 uitgeroepen tot Future Artist. Ze stond dat jaar ook op Best Kept Secret, BST Hyde Park (samen met Stevie Nicks), Splendour in the Grass, en Reading and Leeds.
Eind augustus 2024 verscheen haar debuutalbum Cacophony bij platenmaatschappij Nettwerk. In aanloop naar de release bracht ze het nummer "The Warmth" uit. In september ging ze op Europese headlinetournee, met Sarah Julia als voorprogramma. Voor de soundtrack van The Lord of the Rings: The War of the Rohirrim (2024) zong Paloma het originele nummer "The Rider", dat werd gecomponeerd door David Long. In 2025 trekt ze met haar tournee naar Noord-Amerika voor vijftien optredens.

## Discografie

### Albums
- Cacophony (2024)

### EPs
- Cemeteries and Socials (2021)
- Paris Paloma on Audiotree Live (2024)

### Singles
- "Narcissus" (2020)
- "Ocean Baby" (2020)
- "Underneath" (2021)
- "Cradle" (2021)
- "The Last Beautiful Thing I Saw Is the Thing That Blinded Me" (2021) met Bailey Pickles en Beth B
- "Village Song" (2021)
- "Lily Rice" (2021)
- "What Have I Done?" (2021)
- "The Fruits" (2022)
- "It's Called: Freefall" (2022)
- "Forsaken" (2022)
- "Notre Dame" (2023)
- "Labour" (2023)
- "Yeti" met Old Sea Brigade
- "As Good a Reason" (2023)
- "Drywall" (2023)
- "My Mind (Now)" (2024)
- "Boys, Bugs and Men" (2024)
- "The Warmth" (2024)

### Overig
- "Tell It to My Heart" (2021) (cover)
- Broken Glass, Vol. 6 (2023) met Goodwerks en Humbird
- "The Rider" (2024) voor The Lord of the Rings: The War of the Rohirrim

- MusicBrainz: 2ba1af4b-9d6b-4a0a-af47-f00769700da2